# 3-Hydroxyglutarsäure
3-Hydroxyglutarsäure (β-Hydroxyglutarsäure) ist eine chemische Verbindung aus der Gruppe der Hydroxycarbonsäuren und ist ein Derivat der Glutarsäure. Anders als ihr Strukturisomer 2-Hydroxyglutarsäure ist sie achiral.